# Columbinae
Columbinae är en underfamilj inom familjen Duvor (Columbidae). Columbinae är de fröätande duvorna och den artrikaste av underfamiljerna med runt 80 arter fördelade på de sex släktena:
- Columba, inklusive Aplopelia - Gamla världens duvor (33–34 arter, plus 2-3 nyligen utdöda arter)
- Patagioenas - Amerikanska duvor. Inkluderades förr i släktet Columba (17 arter)
- Streptopelia, inklusive Stigmatopelia och Nesoenas - Turturduvor (14–18 arter)
- Macropygia - gökduvor (10 arter)
- Reinwardtoena - gökduvor (3 arter)
- Turacoena (2 arter)